# القصدير (مكمن بن عمار)
القصدير تابعة إقليميا لدائرة مكمن بن عمار ولاية النعامة الجزائرية.